# Ammobates buteus
Ammobates buteus är en biart som först beskrevs av Warncke 1983.  Ammobates buteus ingår i släktet Ammobates och familjen långtungebin. Inga underarter finns listade i Catalogue of Life.